# 王正泉
王正泉（1935年3月—2020年10月7日），江苏无锡人，中国科学社会主义学家、苏联和俄罗斯问题专家，中国人民大学国际关系学院教授。

## 生平
1935年生于上海，早年在无锡接受教育。1952年开始在无锡市人民政府财政经济委员会工作。1956年至1960年就读于中国人民大学马列主义基础系，毕业后留校任教。1969年下放到江西余江五七干校劳动。1973年开始在北京大学苏联东欧研究所从事教学与研究工作。文化大革命结束后回到中国人民大学任教。1991年6月晋升教授。1992年至1995年任该校苏联东欧研究所副所长，1999年退休。曾被聘为国务院发展研究中心欧亚研究所特约研究员，中国社会科学院世界社会主义研究中心特约研究员，中国东欧中亚学会理事。2020年10月7日在北京逝世。

## 出版物
- 王正泉 (编). . 北京: 中国人民大学出版社. 1985.
- 王正泉 (编). . 北京: 中国人民大学出版社. 1989. ISBN 7-300-00617-5.
- 王正泉 (编). . 北京: 中国人民大学出版社. 1990. ISBN 7-300-01061-X.
- 王正泉 (编). . 北京: 东方出版社. 2001. ISBN 7-5060-1440-8.
- 卢之超; 王正泉 (编). . 北京: 社会科学文献出版社. 2002. ISBN 7-80149-577-2.
- 王正泉. . 北京: 社会科学文献出版社. 2012. ISBN 978-7-5097-3547-3.
- 王正泉. . 北京: 社会科学文献出版社. 2016. ISBN 978-7-5097-8874-5.